# 梅讷西
梅讷西（法語：Mennecy，法語發音：[mɛnsi] ⓘ）是法国法兰西岛大区埃松省的一个市镇，属于埃夫里区。

## 地理
梅讷西（48°33'55"N, 2°26'10"E）面积11.09 平方千米，位于法国法蘭西島大區埃松省，该省份为法国北部内陆省份，北起上塞纳省和马恩河谷省，西接厄尔-卢瓦省和伊夫林省，南至卢瓦雷省，东临塞纳-马恩省。
与梅讷西接壤的市镇（或旧市镇、城区）包括：利斯、舍瓦讷、勒库德赖-蒙索、埃沙尔孔、丰特奈勒维孔特、奥尔穆瓦、维拉贝。

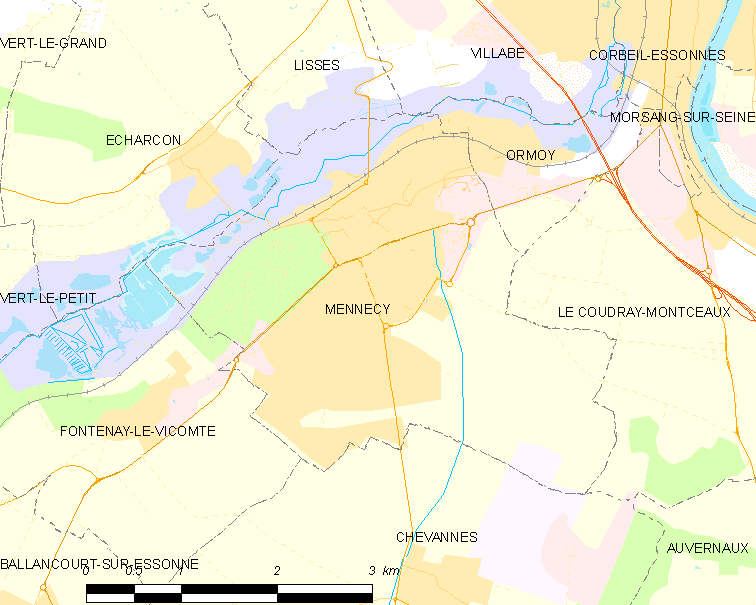
梅讷西的OSM定位图

梅讷西的时区为UTC+01:00、UTC+02:00（夏令时）。

## 行政
梅讷西的邮政编码为91540，INSEE市镇编码为91386。

## 政治
梅讷西所属的省级选区为梅讷西县。

## 人口

1962-2008年间梅讷西人口变化图示

梅讷西于2022年1月1日时的人口数量为16071人。